# VICOS ApS
VICOS ApS er et dansk vikar- og rekrutteringsbureau med hovedkontor i Esbjerg. Virksomheden blev stiftet den 28. april 2017 og leverer faglært arbejdskraft til blandt andet metalindustrien, skibsværfter og produktion af industrielle maskiner, og er medlem af Dansk Industri.

## Organisation
Virksomheden har hovedkontor på Torvet 21, 2. sal, 6700 Esbjerg, og har desuden besøgsadresser i Aarhus, Aalborg, Odense og København.
Ifølge seneste regnskab havde VICOS ApS i regnskabsåret 2024 en bruttofortjeneste på 48,0 millioner DKK og et resultat før skat på 2,6 millioner DKK. Virksomheden har 99 fuldtidsstillinger (2024).